# Abutilon grandifolium
Abutilon grandifolium, o abutilo, es una especie de arbusto perteneciente a la familia de las malváceas. Es originaria de Sudamérica.

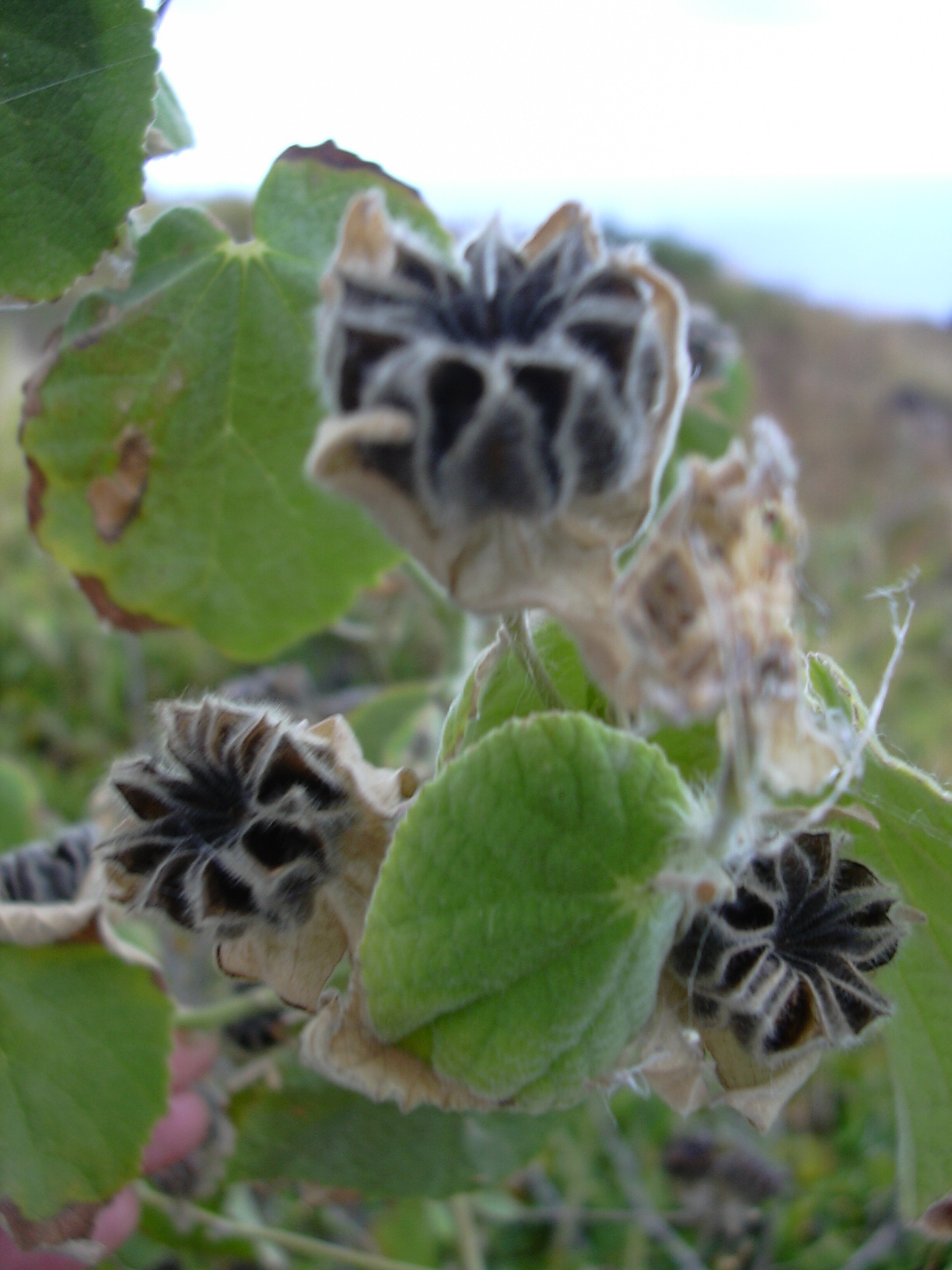
Detalle de la planta

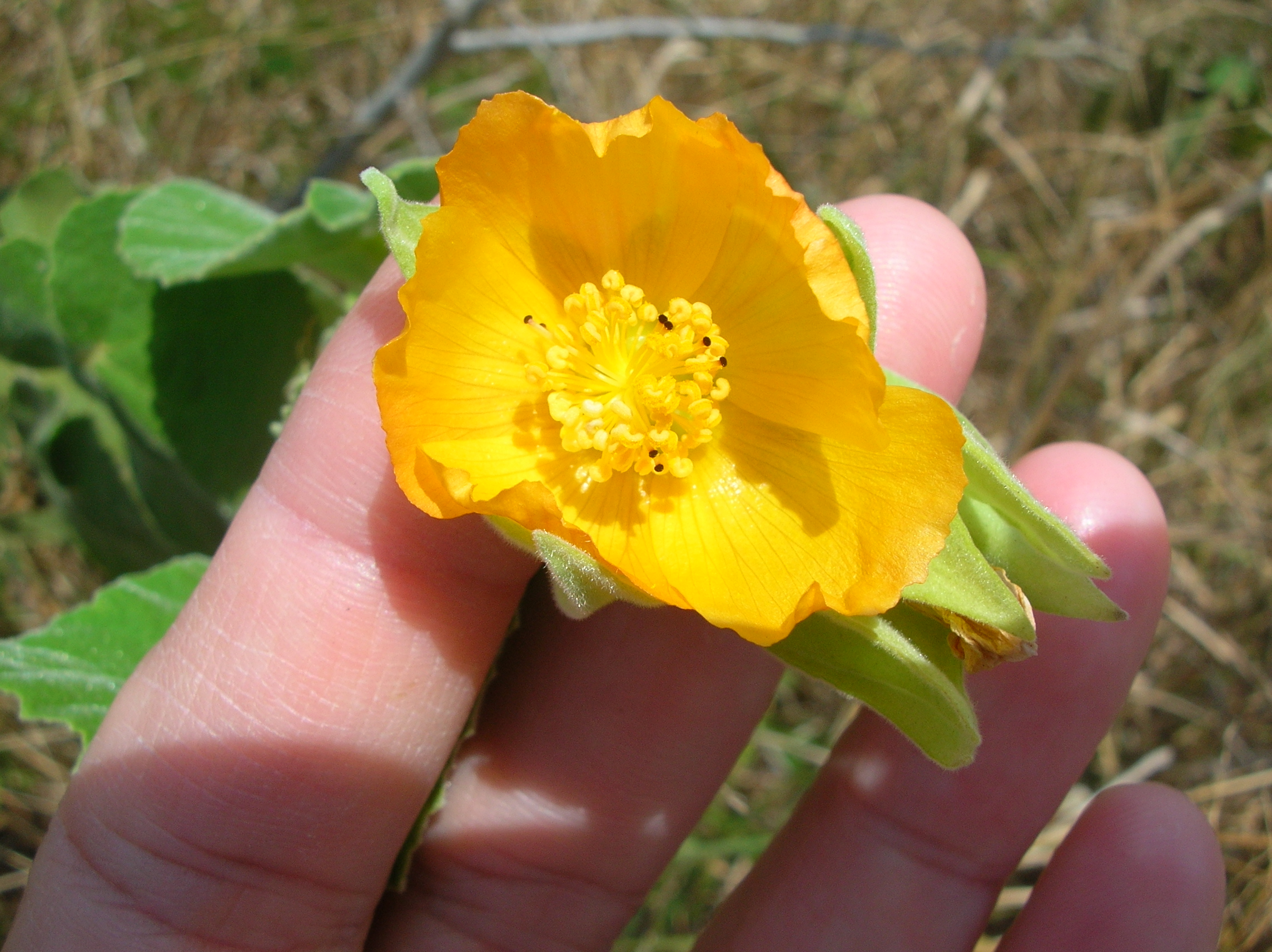
Flor

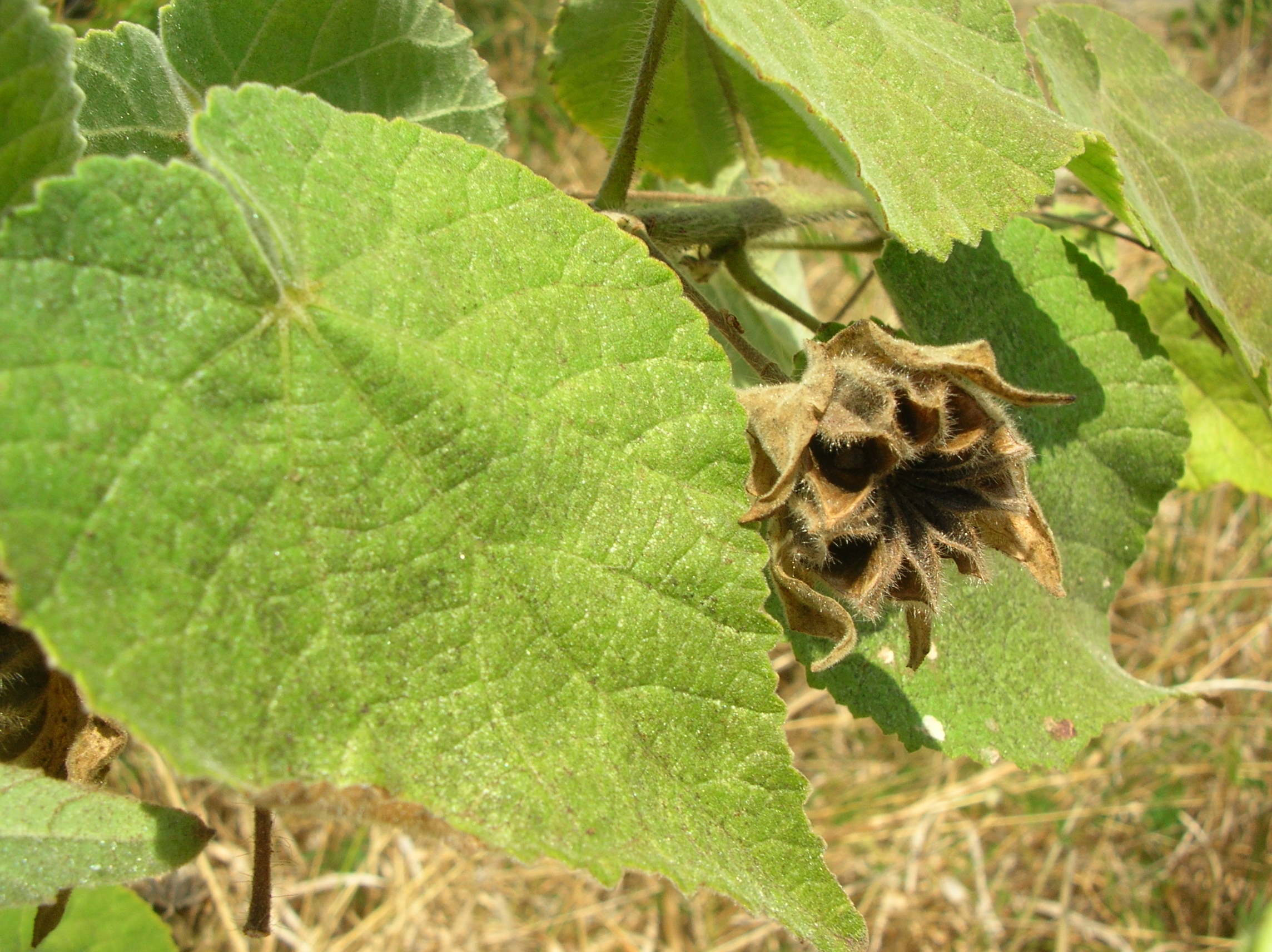
Hojas

## Descripción
Es un arbusto de gran tamaño que alcanza los 2 m de alto y ancho, las hojas de 6.1 cm  de longitud. Los frutos son esquizocarpios de 1.4-1.5 cm de diámetro y 1-1.1 cm de altura. Dentro de la familia Malvaceae, se diferencia porque sus flores no poseen epicáliz y por sus hojas acorazonadas y cordiformes de hasta 20cm de longitud. Los pétalos de las flores son de color anaranjado. 
A. grandifolium puede distinguirse de Abutilon theophrasti por los pelos largos y simples en  lugar de los pelos estrellados. 

## Distribución
La especie es nativa de América del Sur, principalmente en Bolivia, pero también se encuentra en Hawái y en zonas de arbustos y áreas limosas  de Australia.

## Taxonomía
Abutilon grandifolium fue descrita por (Willd.) Sweet y publicado en Hortus Britannicus 53. 1826.
Etimología
Abutilon: nombre genérico que podría derivar del árabe abu tilun,  nombre de la "malva índica".
grandifolium: procede del latín grandis, que significa "grande" y folius, que significa "follaje", aludiendo al tamaño de las hojas de esta planta, mayor que el de especies semejantes.
Sinonimia
| - Abutilon arnottianum (Gillies ex Hook.) Walp. - Abutilon asiaticum (L.) Sweet - Abutilon molle Sweet - Abutilon sordidum K.Schum. - Sida arnottiana Gillies ex Hook. - Sida grandifolia Willd. basónimo - Sida mollis Ortega - Sida mollis Rich. |